# Cabildo de Buenos Aires
Pour les articles homonymes, voir Cabildo.
Le cabildo de Buenos Aires est un édifice historique, pour partie vestige et pour partie reconstitution d’un ancien bâtiment de même nom, situé sur la place de Mai, dans le centre historique de la capitale argentine.
Autrefois, le terme cabildo de Buenos Aires désignait la mairie, c’est-à-dire le corps exécutif municipal de la ville, incarnation locale d’une institution politique spécifiquement coloniale qui, à Buenos Aires, resta en vigueur de la fondation de la ville en 1580 jusqu’à sa suppression en 1821. Actuellement, ce même terme se réfère uniquement à l’édifice qui hébergea cette institution et qui, déclaré monument historique national en 1933, abrite aujourd’hui, après d’importantes modifications dans sa structure, le Musée historique national du Cabildo et de la révolution de Mai (en esp. Museo Histórico Nacional del Cabildo y de la Revolución de Mayo).
Le cabildo de Buenos Aires fut le théâtre principal de la révolution de Mai de 1810, qui entraîna la destitution du vice-roi espagnol Baltasar Hidalgo de Cisneros et à laquelle s’enchaîna ensuite la longue guerre aboutissant à l’indépendance des Provinces-Unies du Río de la Plata.
Le bâtiment du cabildo est sis au n° 65 de la calle Bolívar, où il occupe une parcelle de terrain qui lui fut jadis assignée par le fondateur de la ville, Juan de Garay, et fait face à la place de Mai, le site originel et fondateur de la ville. Érigé dans la première moitié du XVIIIe siècle, il fit l’objet de multiples remaniements au cours de son histoire, échappa de justesse à la démolition totale dans les années 1930, et ne prit son aspect actuel qu’en 1940.

## Le cabildo comme institution coloniale
Le cabildo de Buenos Aires, à l’égal des autres cabildos existant en Amérique espagnole, avait à l’origine des compétences judiciaires et d’administration municipale. Les alcades ordinaires (‘alcaldes ordinarios’) du cabildo rendaient la justice de première instance en matière civile et criminelle, tandis que les regidores (échevins) et d’autres fonctionnaires s’occupaient des divers aspects de la gestion communale, tels que la salubrité, l’embellissement et l’approvisionnement de la ville et de la zone environnante. Le cabildo détenait également quelques compétences politiques, étant donné que jusqu’à ce que fut créé en 1716 le poste de teniente del rey (lieutenant, suppléant du roi), les alcaldes ordinarios pouvaient être amenés à suppléer temporairement au gouverneur. Le cabildo pouvait, pour défendre ses intérêts, dépêcher des procureurs en Espagne ou s’adresser au roi par missive.
Usant de ses prérogatives de fondateur de la ville, Juan de Garay designa le 11 juin 1580 les premiers alcaldes ordinarios ainsi que six regidores :
- Alcaldes ordinarios : Rodrigo Ortiz de Zárate et Gonzalo Martel de Guzmán ;
- Regidores : Pedro de Quirós, Diego de Olavarrieta, Antonio Bermúdez, Luís Gaytán, Rodrigo de Ibarrola, et Alonso de Escobar :
- Procureur : Juan Fernández de Enciso.

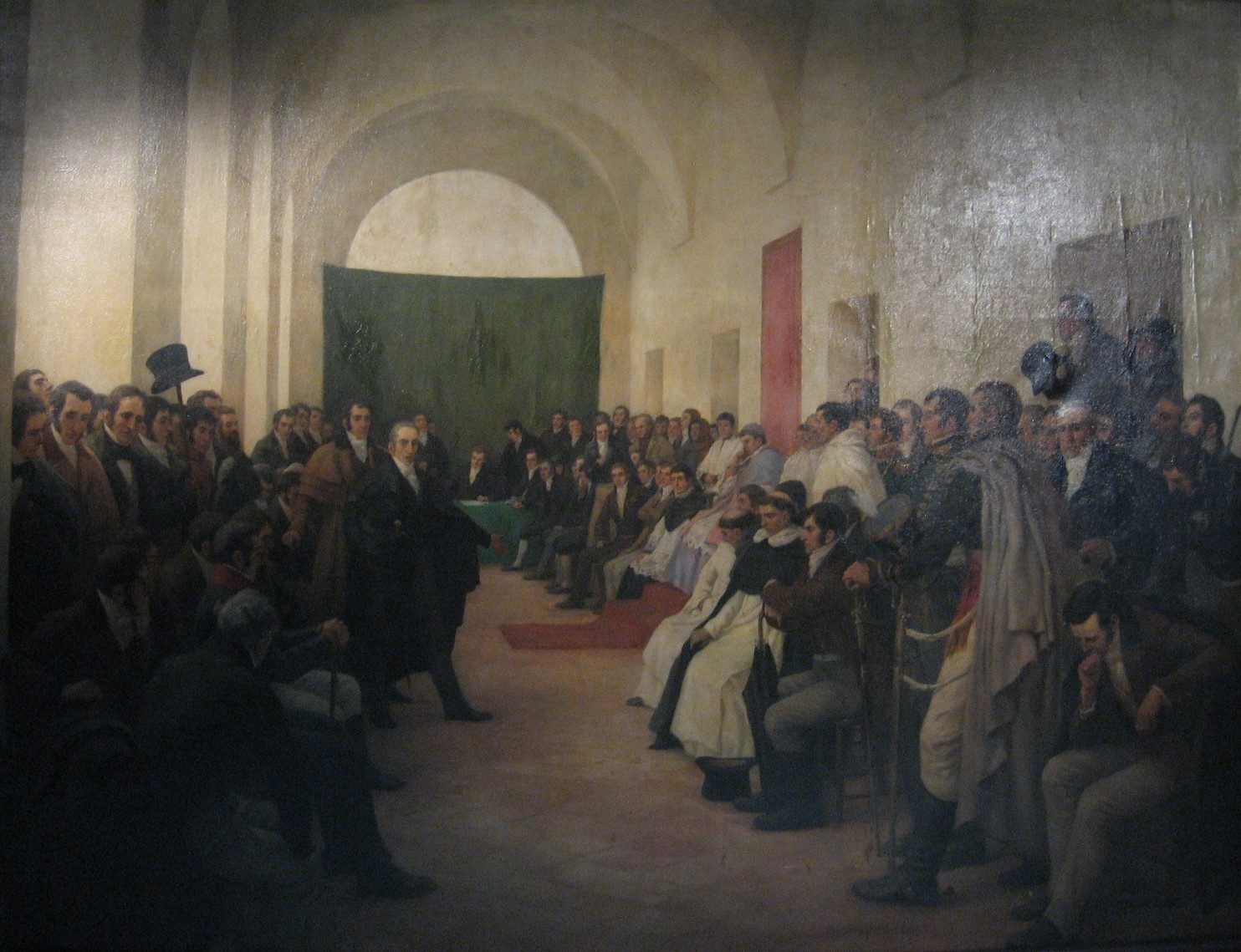
Le cabildo ouvert du 22 mai 1810. Tableau de Pedro Subercaseaux.

À l’issue de leur mandat, chaque 24 juin (ou, à partir du début du XVIIe siècle, tous les 1er janvier), les alcaldes et regidores sortants élisaient leurs successeurs, étant entendu qu’on ne pouvait être élu une nouvelle fois avant deux ans passés et qu’il y avait lieu d’obtenir l’aval du gouverneur. En 1591, le roi ordonna que les postes mineurs du fonctionnariat municipal pouvaient s’acquérir en vente publique — qui normalement avait lieu à Potosí — et être ensuite occupés à vie ou transférés à des tiers ; en 1607, Bernardo de León fut le premier à se procurer ainsi une charge — celle de dépositaire général —, qu’il exercera ensuite pendant 30 ans. Ultérieurement, le roi ordonna que les fonctions de regidores et d’autres offices sans compétences judiciaires fussent également vendues, à la faveur de quoi Juan de Vergara acheta en 1617 les 6 charges de regidor pour les distribuer ensuite entre les membres de sa famille. À partir de cette date, les élections ne se tenaient plus que pour nommer les deux alcades ordinaires, l’alférez royal et les alcaldes de hermandad ; cependant, faute de candidats, il advenait souvent que des postes restassent vacants, ce qui porta à partir de 1663 la Real Audiencia à donner les charges en location pour un an. En 1705, l’on rétablit l’élection des regidores, en faisant alterner annuellement regidores élus et regidores nommés à vie, moyennant qu’ils fussent confirmés par le gouverneur, lequel était le président du cabildo. Entre 1785 et 1799, les alcades ordinaires avaient un mandat de deux ans, l’un des deux devant être renouvelé chaque année, et en 1786 furent supprimés les regidores à vie, tandis que le syndic procureur allait désormais aussi faire partie du cabildo.
Seuls pouvaient être membres du cabildo et voter lors des cabildos ouverts ceux parmi les citadins qui étaient des résidents permanents de la ville, possédaient quelque propriété, avaient de la famille et vaquaient à une occupation « non vile ». À l'alcade ordinaire de premier vote incombaient les missions d’un juge en matière civile, à celui de second vote les missions de juge en matière pénale, tandis que les alcades de confrérie (‘alcaldes de hermandad’) rendaient la justice à la campagne. Les regidores constituaient ensemble le collège des échevins (regimiento), étaient élus et votaient selon un ordre déterminé. La fonction d’alférez real, habilité à porter l’étendard du roi, représentait le plus grand honneur et pouvait se cumuler avec un autre poste. D’autres fonctionnaires étaient élus par le cabildo entrant, parmi lesquels le fiel ejecutor, l’alguacil mayor, le majordome et le syndic procureur. Le trésorier et le comptable étaient des officiers royaux.
En 1821, le gouverneur de Buenos Aires, Martín Rodríguez, décida l’abolition du cabildo de Buenos Aires.

## Histoire de l’édifice

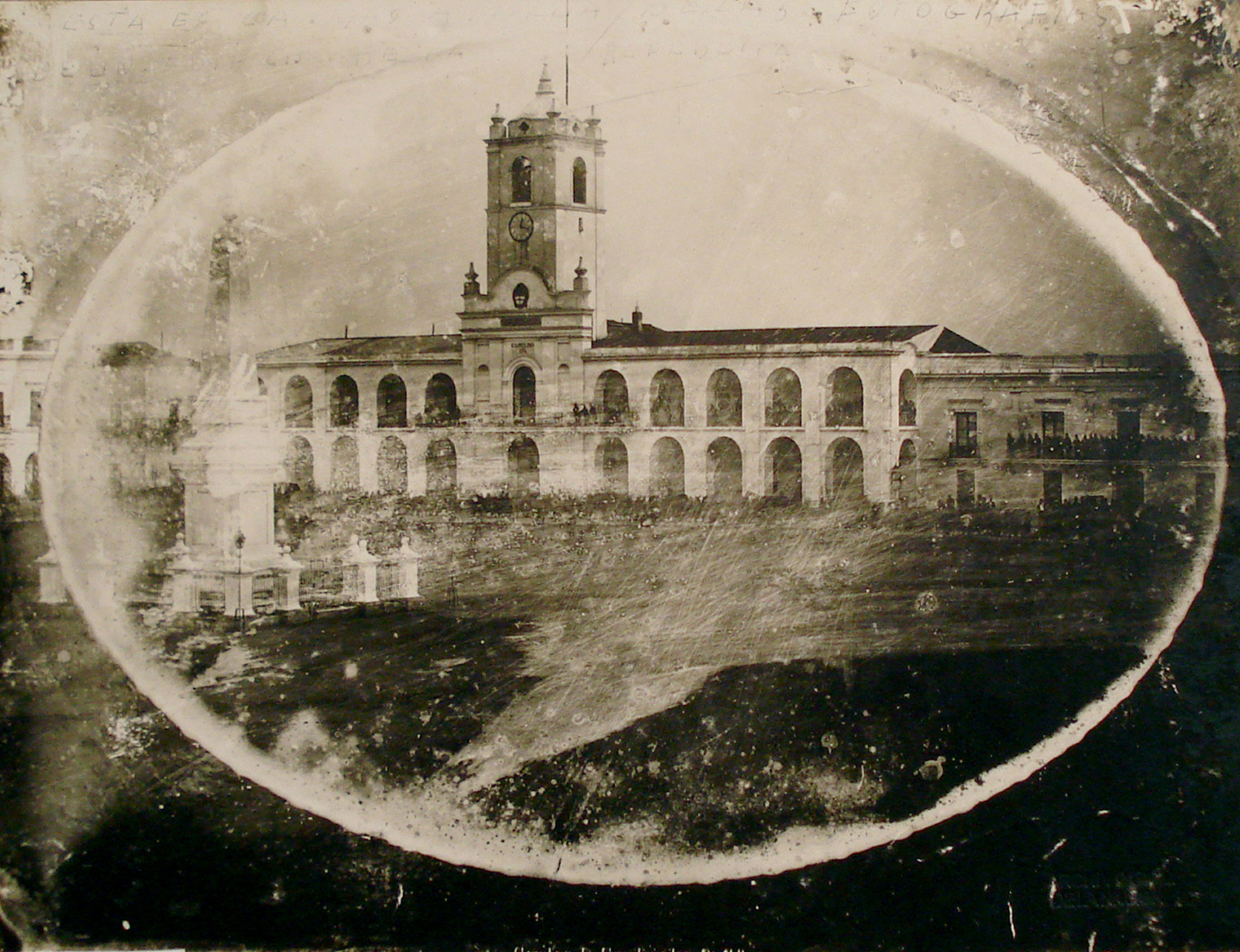
Première photographie du Cabildo originel, prise en 1852. Il était alors encore doté de l’horloge espagnole de 1763, et présentait le blason national sur la façade. Noter la position ― relativement proche encore du Cabildo ― de la pyramide de Mai, laquelle a été depuis déplacée vers le centre de la place.

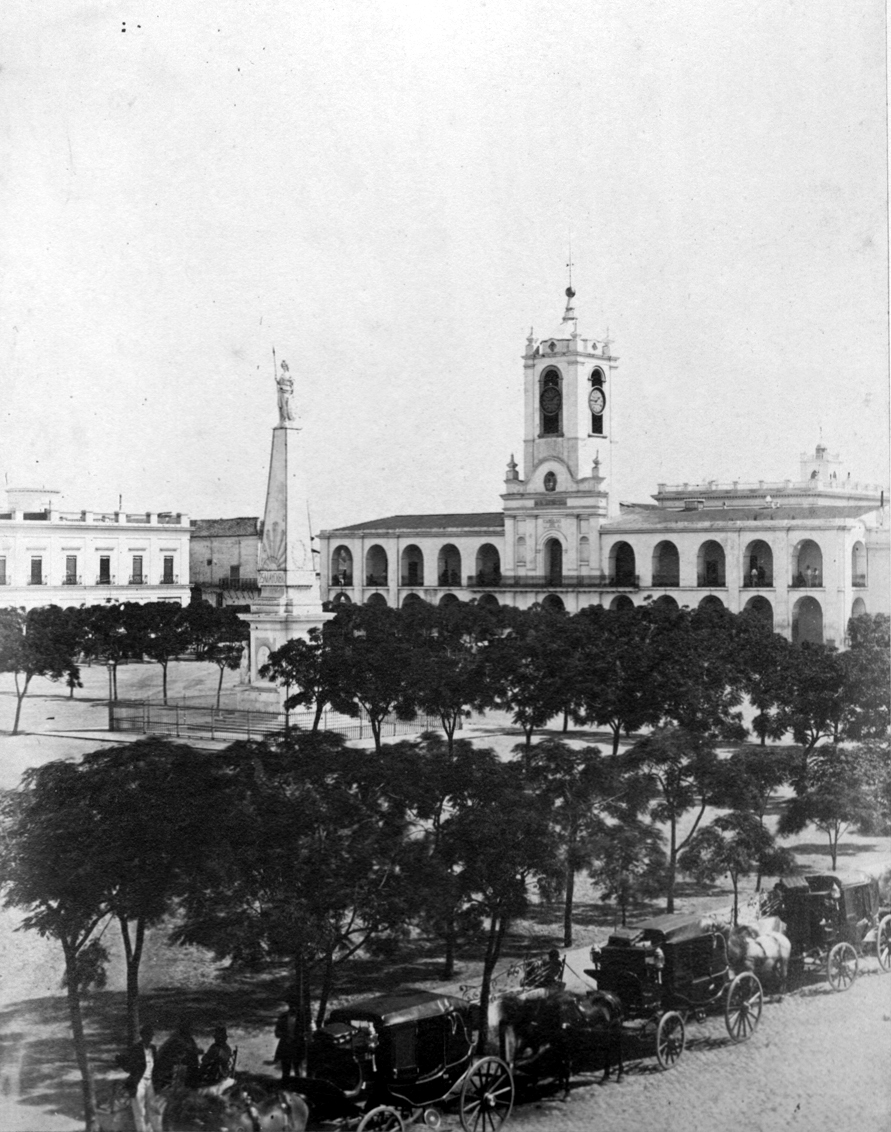
Le bâtiment du Cabildo en 1864, pourvu désormais de l’horloge anglaise, et la place de Mai arborée de lilas de Perse. Remarquer que la pyramide de Mai, quoique déjà ornée de bas-reliefs et d’une sculpture, se trouve encore beaucoup plus près du Cabildo qu’actuellement.

Lorsque, en 1580, Juan de Garay fonda définitivement la ville de Buenos Aires, la modestie de ce nouveau foyer de peuplement était telle que l’on s’abstint tout d’abord de construire un bâtiment pour y abriter la mairie ; les réunions du conseil municipal se déroulaient donc au domicile des habitants, et les prisonniers étaient enfermés dans le logis même des fonctionnaires du cabildo.
En cédant au Cabildo l’une des constructions du fort, afin qu’elle servît de salle capitulaire, le gouverneur Hernandarias permit à la municipalité de disposer pour la première fois de ses propres locaux et ordonna plus tard d’édifier un four à briques en vue de la future réalisation d’un bâtiment à l’usage propre du cabildo.

### Première construction
Le 3 mars 1608, l’alcade Manuel de Frías souligna la nécessité de construire un cabildo ; le 30 juin de la même année, Hernandarias communiqua que les travaux avaient commencé. La parcelle de terrain destinée au nouvel édifice avait déjà été assignée par Garay en 1580. En réalité, ce terrain, situé sur la Grand’Place (Plaza Mayor, ancien nom de la place de Mai), avait été choisi à l’encontre des lois des Indes, qui prescrivaient que le cabildo devait se trouver entre la Plaza Mayor et le temple, et jouxter les Maisons royales (‘Casas Reales’) et la douane, c'est-à-dire dans un lieu plus éloigné .
L’ouvrage fut financé par de nouveaux impôts sur les vaisseaux entrant et sortant du port de Buenos Aires.
La construction des deux humbles pièces (la salle capitulaire et la prison) fut à charge du maître d’ouvrage Juan Méndez, tandis que Hernando de la Cueva se chargeait de la charpente, Pedro Ramírez des portes et fenêtres, Hernando Álvarez du plafonnage et des crépis, et des couvreurs brésiliens de la toiture.
Les travaux se terminèrent vers 1610, encore que peu de temps après eût déjà lieu le premier d’une série de remaniements de sa structure originelle, dont le dernier sera exécuté 200 ans plus tard.
En 1612, les maisons du Cabildo, incluant un terrain et des locaux destinés à être donnés en location, purent être livrés. Après seulement deux ans, en raison du nombre de détenus logés, le cabildo apparut trop exigu et dut être voué entièrement à sa seule fonction de prison, en raison de quoi les réunions des autorités municipales durent se tenir au logis du gouverneur et, plus tard, à nouveau dans le fort.
L’entretien de l’édifice ayant laissé à désirer pendant de longues années, il se trouva bientôt fort délabré. Dès 1632, ce cabildo primitif commença à menacer ruine, motivant la construction d’un nouveau, laquelle construction ne débuta qu’en 1635 et, par manque de fonds, s’étala sur plus de cinq ans.
En mai 1682, les autorités proposèrent d’édifier un bâtiment de deux niveaux, lequel comporterait :
- à l’étage : la salle capitulaire et les archives ;
- au rez-de-chaussée : la prison pour personnes privilégiées, des geôles communes pour les hommes et d’autres pour les femmes, un local pour les surveillants, et des bureaux pour les juges et les greffiers.

Cependant, ce projet ne se concrétisa pas, la ville se cantonnant à entretenir le vieil édifice, pourtant de plus en plus insuffisant à mesure que s’accroissait la population.

### Deuxième construction
En 1711, la Couronne donna son assentiment à la réalisation d’une construction plus solide.
Le 23 juillet 1725, après qu’eut d’abord été rejeté en 1722 un projet de l’ingénieur Domingo Petrarca, projet jugé trop coûteux, l’on commença la construction du nouvel édifice, selon les plans des architectes jésuites Italiens Andrea Bianchi (dont le nom fut hispanisé dans la colonie en Andrés Blanqui) et Giovanni Battista Primoli. À l’origine, le projet conçu par Primoli prévoyait un plan en U composé d’une enfilade de pièces, mais c’est à Blanqui que revint la conception de la partie la plus notoire du bâtiment, la façade. Blanqui étant d’origine lombarde, l’architecture de la façade apparaît ― si l’on en croit les études faites au XXe siècle par Dalmasio Sobrón ― plus redevable au baroque de Lombardie, où prévalait une tradition maniériste, qu’à celui typique de l’Espagne ; en outre, Blanqui s’inspirait davantage des théoriciens italiens du XVIe siècle, tels que Palladio, Serlio et Vignola, ceci expliquant pourquoi, en dépit de l’allure générale assez austère de l’édifice, Blanqui intégra, dans le cabildo portègne, l’arc dit albertien, lequel arc reprend le motif de l’arc de triomphe romain, avec cette particularité toutefois qu’il se présente, dans le cas du Cabildo, dupliqué sur deux étages, à savoir au centre de la galerie supérieure, qui ouvre sur le balcon, et au centre de la galerie inférieure. D’autres éléments issus de la tradition lombarde sont les pilastres toscans, géminés de façon à former des niches ; si ces niches, contrairement à la tradition italienne, n’ont jamais logé de sculptures, il reste que les pilastres contribuent à articuler décorativement le plan de la façade. Un autre élément encore du baroque lombard est la corniche incurvée de la travée d’accès, semblable à celle de l’église Santa Maria dei Ghirli à Campione d’Italia, sur la rive du lac de Lugano, dans le nord de l'Italie.
En 1728, la construction fut pour un temps retardée par le départ des architectes pour la ville (actuellement argentine) de Córdoba, où ils devaient se consacrer à la poursuite des travaux à la cathédrale de cette ville. Les travaux du Cabildo portègne furent repris en 1731, sous la direction des maîtres-maçons Miguel Acosta et Julián Preciado, mais furent de nouveau suspendus en 1732 par manque de financement. De la sorte, l’édifice ne fut finalement livré que vers 1740.
En 1748, un groupe de charpentiers et de ferronniers, commandé par Diego Cardoso, pourvut le Cabildo de portes et de grillages ; en raison de l’impécuniosité de la municipalité, on leur donna, pour salaire de leur travail, des barres de chocolat. En octobre 1763, l’on fit acquisition à Cadix d’une horloge destinée à être installée dans la tour du bâtiment, et qui allait par son carillon troubler la quiétude de cette ville paisible, jusqu’à ce que le gouverneur Bucarelli décida en 1770 de la faire cesser de sonner.
La tour du Cabildo, élément caractéristique des hôtels de ville médiévaux, fut déclarée achevée en 1765, mais subira plus tard de profonds remaniements. En 1767, la prison fut agrandie vers l’arrière du terrain, ce qui permit de séparer hommes et femmes. En février 1779 eut lieu un événement extraordinaire : la foudre en effet vint frapper la tour de l’édifice (touchant directement, selon certaines versions, l’inscription « Casa de Justicia », en effaçant la syllabe « Jus ») et endommagea gravement les mécanismes de l’horloge. En 1783, l’on termina la chapelle et fit ajouter plusieurs geôles, et en 1794, le bâtiment subit une rénovation générale. La coursive de fer du premier étage fut posée fin XVIIIe.
En 1821, une dizaine d’années après la révolution de Mai, dont le Cabildo fut l’épicentre, l’institution du cabildo colonial fut supprimée et, à partir de l’année suivante, l’édifice allait héberger les fors civils.
Le Cabildo se maintint sans modifications majeures tout au long des décennies suivantes, cependant que l’horloge, devenue vétuste, commençait de se détériorer, à tel point qu’en 1850, sous le gouvernorat de Juan Manuel de Rosas, un chroniqueur français déclara en manière de plaisanterie que le gouverneur venait d’ordonner aux horlogers de la ville de régler leurs pendules sur l’horloge du Cabildo, quelle que fût l’heure indiquée par elle. En 1860, cette horloge fut remplacée par une autre, acquise auprès de la firme anglaise Thwaites & Reed, tandis que la vieille horloge espagnole était transférée à l’église de Balvanera, où elle fut plus tard remplacée par une autre encore, sans que l’on en sache davantage sur le sort qui lui a été finalement réservé.

### Remaniement de 1879

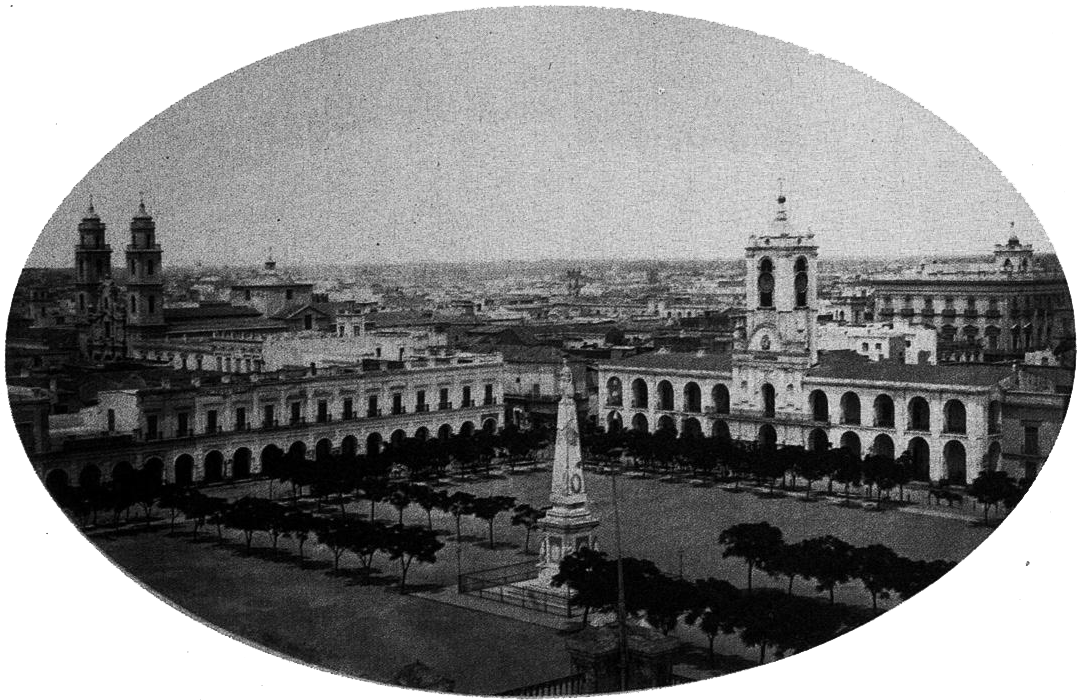
Le Cabildo, la pyramide de Mai et l’église Saint-Ignace (à gauche), 1867.

En 1879 débuta la mise en œuvre du projet visant à installer dans l’édifice la Chambre civile, le pouvoir judiciaire argentin ne disposant pas encore en effet de son propre bâtiment. L’architecte Pedro Benoit dessina les plans d’un remaniement intégral : il exhaussa la tour d’une dizaine de mètres, la coiffa d’une coupole effilée couverte de carreaux de céramique, dépouilla la toiture de ses tuiles traditionnelles, dota la galerie du premier étage d’une balustrade de pierre, borda la travée centrale de colonnes, et remodela l’ensemble de la façade dans un sens italianisant.
Ainsi, par goût pour le style européen, à côté duquel l’architecture coloniale semblait pauvre et terne, le Cabildo de Buenos Aires fut-il dénaturé, perdant ses proportions et son authenticité : le style de l’inélégante nouvelle tour détonnait à côté des arcades coloniales et des balustrades. Cependant, cette situation n’allait perdurer que pendant une décennie environ.

### Démolition et reconstruction

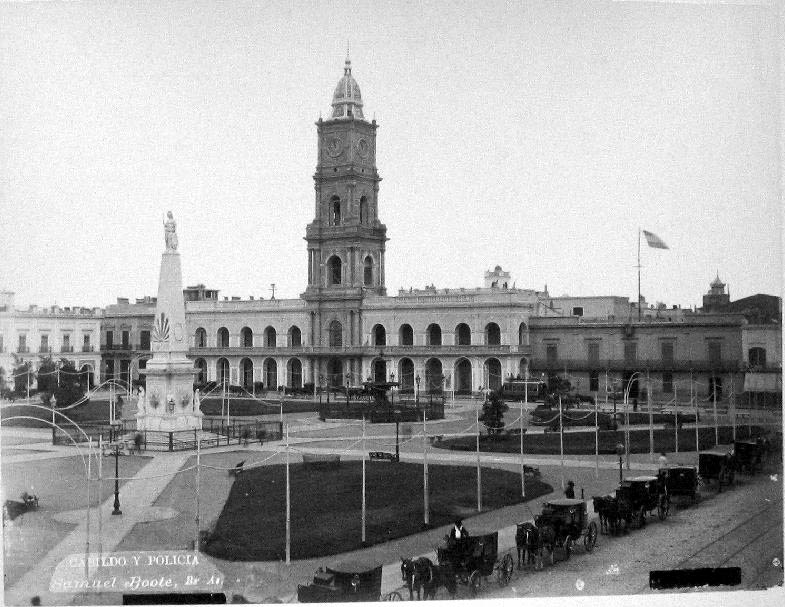
Le Cabildo avec sa décoration italianisante et son éphémère tour à trois niveaux, en 1879.

En 1889, pour permettre le percement de l’avenue de Mai, l’ingénieur Juan Antonio Buschiazzo dut démolir les trois dernières travées de l’aile nord du Cabildo. Dans le même temps, la tour construite par Benoit fut démantelée, au motif que son poids excessif mettait en péril la stabilité de la construction. Par ces opérations, l’édifice fut privé de sa symétrie frontale, jusqu’à ce qu’en août 1931, sous le gouvernement de facto du président José Félix Uriburu, fût décidée la démolition des trois dernières arcades de l’aile sud, pour faire place à la nouvelle diagonale Julio A. Roca, nonobstant une protestation générale,.

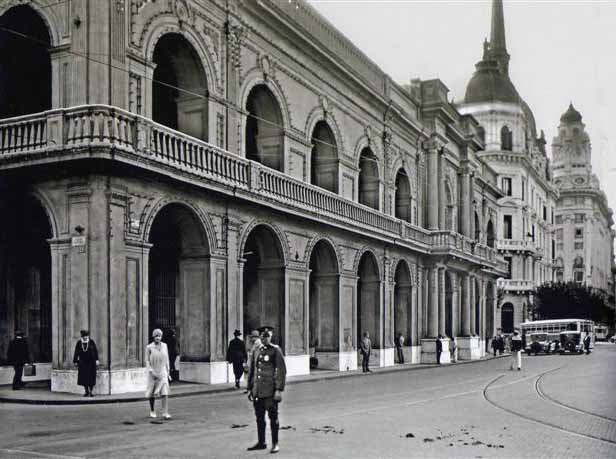
Aspect du Cabildo tel qu’amputé par les démolitions partielles de 1889, doté encore de sa robe italianisante, mais dépourvu déjà de sa tour, vers 1930. L’on n’avait pas encore démantelé une partie de l’aile méridionale pour ouvrir la Diagonale sud.

À l’occasion de cette démolition partielle, l’intendant José Guerrico déclara qu’avait été par là franchi « un pas vers la démolition totale du vétuste édifice, qui devra disparaître le plus tôt possible, car c’est ce qu’exige le progrès de la ville » et sollicita le pouvoir exécutif national de céder le bâtiment à la ville. Cependant, la campagne de presse contre le projet de démolition, emmenée par le journal  La Nación, suscita une mobilisation publique d’une ampleur telle qu’elle finit par faire abandonner le projet. Dans son édition d’août 1932, ledit journal affirma « qu’aucun intérêt ne saurait justifier la destruction du vestige historique le plus apprécié des Argentins » et dénonçait « l’engouement excessif pour l’opulence matérielle ». Ensuite, le 19 mai 1933, fut adoptée la loi n° 11688 (sur la base d’un projet de loi déposé par Carlos Alberto Pueyrredón) prescrivant la restauration de la Salle de réunion du Gouvernement  patriote, premier gouvernement autonome du Río de la Plata. À partir de là, et tout au long de la décennie 1930, surgirent toutes sortes de projets visant à conserver le monument historique ou à lui conférer un aspect plus majestueux.
Le 28 avril 1938, le Pouvoir exécutif national créa la Commission nationale des musées et monuments historiques, laquelle prit un an plus tard ses quartiers dans le Cabildo à titre de siège permanent. Cette commission confia à l’architecte Mario Buschiazzo la mission de restaurer la Salle capitulaire et les dépendances de l’étage. Pour y parvenir, Buschiazzo s’appuya sur les plans du projet de Benoit, et réussit à restaurer les salles en novembre 1939, en même temps que le premier étage. Pour reconstituer le reste du bâtiment, il alla récupérer les éléments originaux, dont la plupart se trouvaient au dépôt municipal. Cependant, la principale difficulté était la façade arrière, dont on n’avait gardé aucun document, de sorte que l’on décida de la reconstruire semblable à la façade avant. La tour fut réédifiée en béton armé afin de pouvoir différencier les parties nouvelles d’avec celles anciennes, et l’on fixa sa taille à une hauteur plus réduite que celle de la tour à l’époque coloniale, attendu que, sans cela, elle serait apparue disproportionnée en regard de la largeur de seulement cinq travées que comporte le Cabildo aujourd’hui (en comparaison des onze travées anciennement).

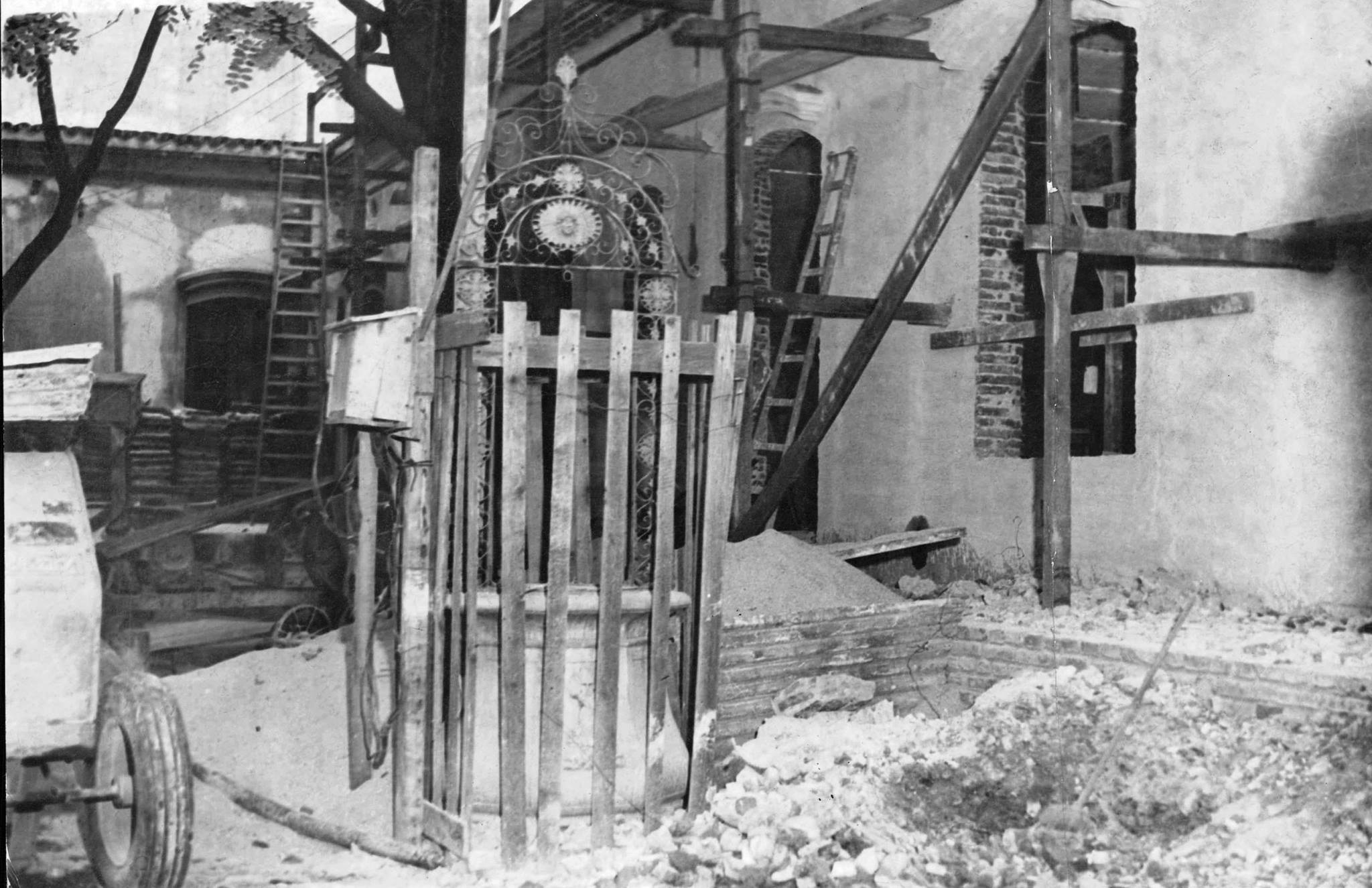
Travaux de reconstruction du Cabildo colonial en 1940. On note sur la photo, au centre, l’armature de puits en fer forgé qui appartint à la famille de Rosas et sera bientôt installée dans la nouvelle cour intérieure (photo : AGNA).

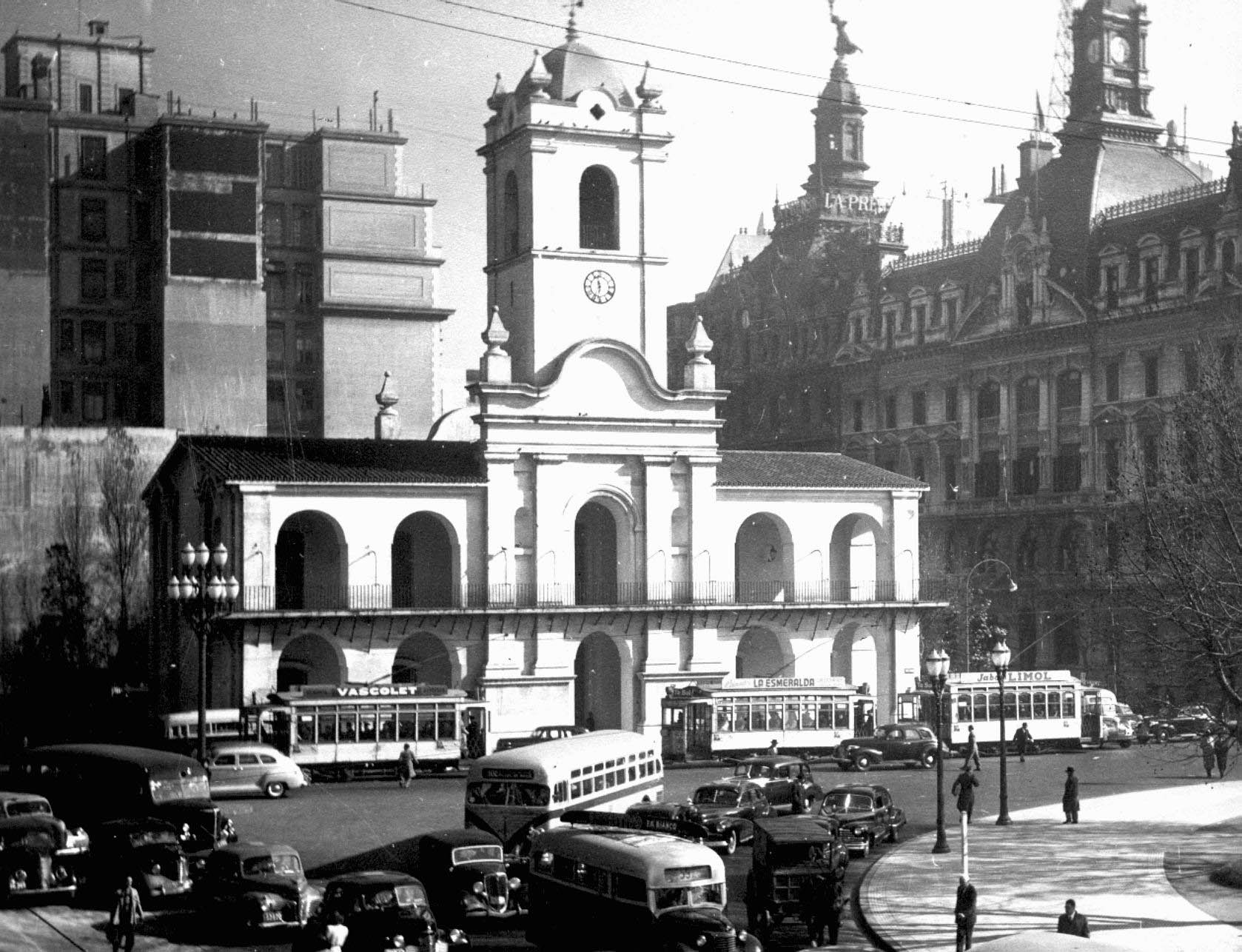
Le Cabildo restauré à son aspect actuel, en 1950.

L’édifice, entièrement restauré, fut inauguré le 11 octobre 1940 et, si l’ouvrage eut quelques critiques, il s’agissait là de la première restauration d’un monument historique national réalisée en Argentine dans une optique scientifique.
Le projet incluait l’aménagement, derrière le bâtiment, d’une place, qu’occupaient alors des brocanteurs ambulants de livres anciens, mais que ceux-ci furent priés d’évacuer en 1960, en vue du 150e anniversaire de la révolution de Mai et dans l’intention d’y reconstituer une maison semblable à l’ancienne demeure patricienne Altos de Riglos (construction coloniale à étage et balcon qui se dressait autrefois sur une parcelle jouxtant au nord le Cabildo sur la place de Mai) et d’y façonner un patio colonial propre à « offrir une vision de jadis dans le centre même de la Buenos Aires moderne ».
Un tronçon du mur de clôture situé à l’angle de la rue Yrigoyen fut modifié pour les besoins d’une nouvelle bouche de métro (station Bolívar), inaugurée en 1966.

### Commission des musées

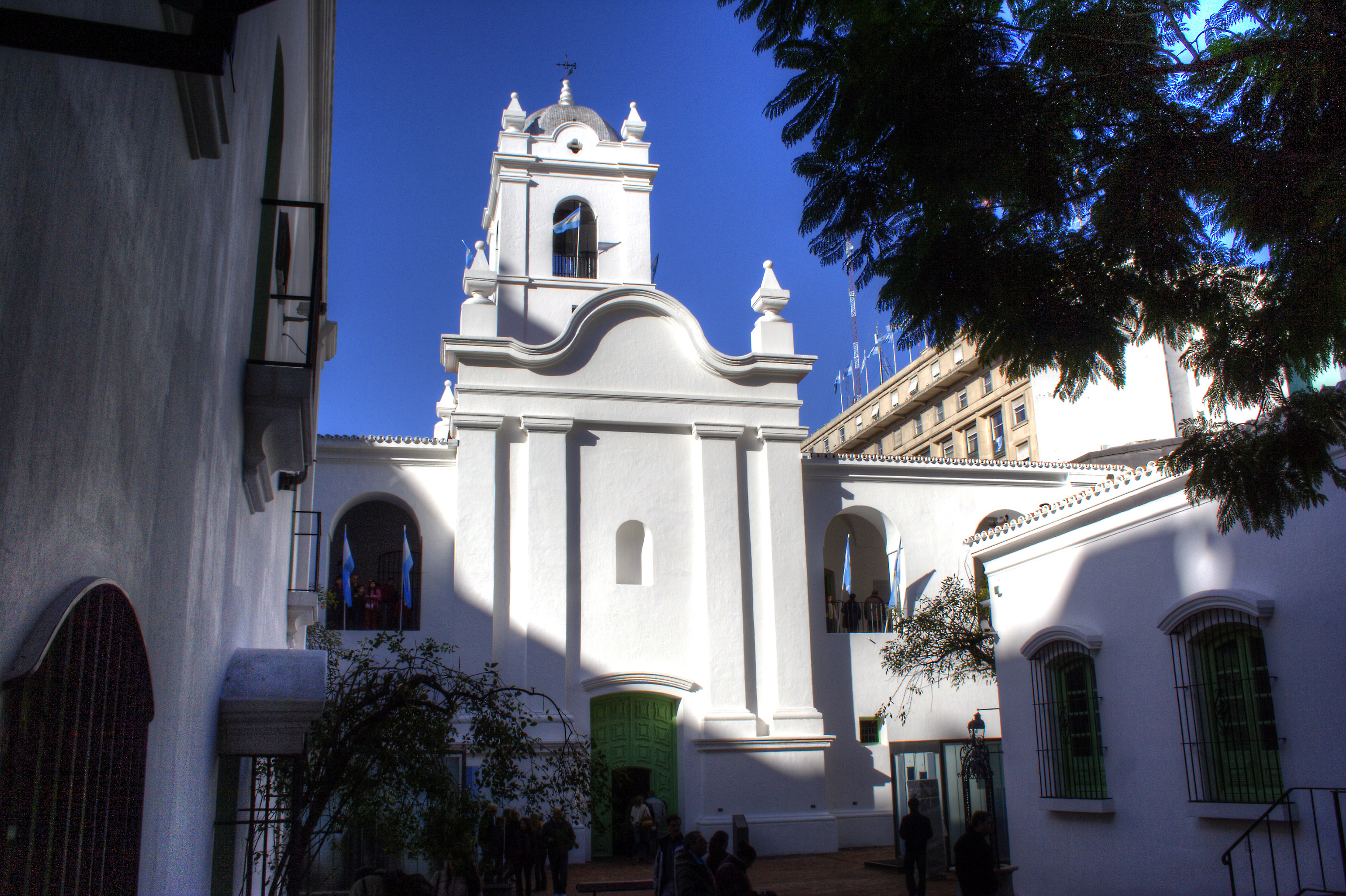
Vue sur la cour intérieure et sur la façade arrière du Cabildo, tels que réfaçonnés en 1960.

L’architecte de renom Alejandro Bustillo conçut en 1960 les plans du siège de la Commission nationale des musées et monuments et sites historiques, l’organisme fédéral chargé de l’administration et de la préservation des musées et des monuments historiques d’Argentine. Le lieu destiné à l’accueillir était la cour située derrière le Cabildo, qui avant la restauration de 1940 était bordée de divers bureaux et annexes ajoutés à l’ancien édifice du Cabildo au moment où celui-ci fut transformé en siège de la Chambre civile en 1879. Toutes ces constructions furent jetées à bas et à leur place fut ouvert au public le nouveau Patio del Cabildo, lequel comprend un passage piétonnier semi-public reliant l’avenue de Mai avec la rue Yrigoyen et s’agrémentant aujourd’hui d’un café.
La Commission nationale des musées est une construction à étage, qui respecte le style sobre propre à l’architecture coloniale locale et qui a son entrée au n° 556 de l’avenue de Mai. La Commission y tient ses bureaux et y met en vente les ouvrages et brochures qu’elle édite, traitant de sujets historiques et architecturaux.

Étendard du de Highlanders, capturé lors de la première offensive anglaise contre le Río de la Plata en 1806 et exposé au public comme trophée de guerre au Musée historique national du Cabildo et de la révolution de Mai.

## Musée national du Cabildo
Le Cabildo héberge actuellement le Musée national du Cabildo et de la révolution de Mai, où sont exposés tableaux, portraits, objets et bijoux du XVIIIe siècle ; le bureau des impôts ; l’imprimerie autrefois installée à l’instigation du vice-roi Vértiz dans la maison des enfants abandonnés (d’où le nom de Real Imprenta de Niños Expósitos que porte cette imprimerie) ; la plaque de cuivre et d’argent sculptée, dite lámina de Oruro, offerte au Cabildo par la ville d’Oruro (dans l’actuelle Bolivie) à l’occasion de la victoire de 1807 face aux Anglais ; et, dans la cour intérieure, la ferronnerie de 1835, qui faisait office autrefois de châssis de puits près de la maison natale de Manuel Belgrano.